# Mehmet Fuad Köprülü
Mehmet Fuad Köprülü (5 décembre 1890 - 23 juin 1966), est un sociologue, turcologue, historien, professeur et homme politique turc.
Descendant de l'influente famille albanaise des Köprülü et notamment du grand vizir Mehmet Pacha, Fuad Köprülü joue un rôle clé dans la politique turque du milieu du XXe siècle en étant l'un des membres fondateurs du Parti démocrate en 1946 et en présidant à l'entrée de la Turquie dans l'OTAN, en tant que ministre des Affaires étrangères, en 1952. 

## Biographie
Ancien professeur de littérature à l'université d'Istanbul (1913-1942), il fut élu (1935) à la Grande Assemblée nationale de Turquie où il travailla à instaurer deux partis politiques distincts en Turquie, remportant personnellement la victoire lorsque son parti put prendre les rênes du pouvoir en 1950. Il fut ministre des Affaires étrangères de 1950 à 1955, puis après un bref intermède, de 1955 à 1956.